# Vordergnadenalm
Vordergnadenalm este o arie protejată (arie specială de conservare — SAC, sit de importanță comunitară — SCI) din Austria întinsă pe o suprafață de 0,02 ha, integral pe uscat.

## Localizare
Centrul sitului Vordergnadenalm este situat la coordonatele 47°15′57″N 13°29′19″E / 47.2657°N 13.4887°E.

## Înființare
Situl Vordergnadenalm a fost declarat sit de importanță comunitară în septembrie 2017 pentru a proteja 1 specie de plante. Situl a fost protejat și ca arie specială de conservare în februarie 2021.

## Biodiversitate
Situată în ecoregiunea alpină, aria protejată nu include niciun habitat protejat.
La baza desemnării sitului se află o specie protejată de  plante: Tayloria rudolphiana.